# 1607 en philosophie
Chronologie de la philosophie
- 1603
- 1604
- 1605
- 1606
- 1607
- 1608
- 1609
- 1610
- 1611

L’année 1607 a été marquée, en philosophie, par les événements suivants :

## Publications
- Francis Bacon (philosophe) : Cogitata et Visa.
- Scioppius : Scaliger hypololymaeus, un libelle acerbe contre Scaliger.
- Bartholomaeus Keckermann : 
  - Systema Ethicæ. Tribus libris adornatum [et] publicis prælectionibus traditum in Gymnasio Dantiscano. Londini, Ex Officina Nortoniana, 1607: auch Hanoviae: Antonius 1607, 2. ed.
  - Systema disciplinae politicae, publicis praelectionibus anno 1606 propositum in gymnasio Dantiscano, a. Seorsim accessit Synopsis disciplinae oeconomicae, eodem auctaure. Hanoviae.

## Décès
- 6 janvier au château de Montebaroccio : Guidobaldo del Monte, ou Guidobaldi, ou encore Guido d'Ubalde[1] (né le 11 janvier 1545 à Pesaro dans la province des Marches – mort le 6 janvier 1607 ), marquis del Monte, est un mathématicien, philosophe et astronome italien du XVIe siècle. Ses travaux de statique annoncent la notion de travail mécanique. Il développa de nouvelles méthodes de calcul du centre de gravité pour des surfaces et des volumes variés.